# São Félix do Xingu (microregio)
São Félix do Xingu is een van de 22 microregio's van de Braziliaanse deelstaat Pará. Zij ligt in de mesoregio Sudeste Paraense en grenst aan de microregio's Altamira, Marabá, Parauapebas, Redenção, Tucuruí, Conceição do Araguaia, Colíder (MT) en Norte Araguaia (MT). De microregio heeft een oppervlakte van ca. 120.592 km². In 2015 werd het inwoneraantal geschat op 199.960.
Vijf gemeenten behoren tot deze microregio:
- Bannach
- Cumaru do Norte
- Ourilândia do Norte
- São Félix do Xingu
- Tucumã

Mesoregio's: Baixo Amazonas · Marajó · Metropolitana de Belém · Nordeste Paraense · Sudeste Paraense · Sudoeste Paraense

Microregio's: Almerim · Altamira · Arari · Belém · Bragantina · Cametá · Castanhal · Conceição do Araguaia · Furos de Breves · Guamá · Itaituba · Marabá · Óbidos · Paragominas · Parauapebas · Portel · Redenção · Salgado · Santarém · São Félix do Xingu · Tomé-Açu · Tucuruí